# 잠파올로 파치니
잠파올로 파치니(이탈리아어: Giampaolo Pazzini, 1984년 8월 2일, 이탈리아 페샤 ~ )는 이탈리아 출신의 은퇴한 축구 선수이다. 포지션은 공격수였으며 최전방 스트라이커의 위치에서 좋은 모습을 보여 줬다.

## 경력
ACF 피오렌티나 시절에는 벤치 멤버에 주로 포함되면서 자신의 실력을 제대로 발휘하지 못하였지만 UC 삼프도리아로 이적하면서 주전 멤버로 자리매김했으며, 안토니오 카사노와 호흡을 맞추며 기량을 마음껏 펼쳤다. 그리하여 UC 삼프도리아를 챔피언스리그까지 올리나, 팀은 아쉽게 예선에서 탈락하였다.
2011년 1월, 그는 FC 인테르나치오날레 밀라노으로 이적하였다.
그러나 인상적인 활약을 보이지 못한 그는 2012년 8월 여름 이적 시장을 통해 도시 라이벌인 AC 밀란에 안토니오 카사노를 상대로 트레이드되었다.